# Dražíč
Dražíč, dříve také Dražice, německy Draschitz, je obec ležící v jižních Čechách v okrese České Budějovice (dříve v okrese Písek), zhruba 6 km západně od Bechyně a 10 km ssz. od Týna nad Vltavou. Žije zde 283 obyvatel.

## Historie
Název vsi je odvozen od osobního jména Dražík. Od 17. století byl zaměňován s názvem Dražice. První písemná zmínka o vsi (Drazicz) pochází z roku 1379. Podle biskupského katastru patřila ves původně do majetku pražského arcibiskupství. Původně tvořil ves jen jeden statek s přidruženými polnostmi a stavbami v nedalekých Svatkovicích, místní tvrz byla postavena až na konci 14. století.[zdroj?]
V roce 1806 se Dražíč stal součástí bechyňského panství rodiny Paarů. V roce 1866, během prusko-rakouské války, byly v Dražíči ubytování vojáci pruské armády. V roce 1921 stálo v Dražíči 142 domů a žilo zde 860 obyvatel. Koncem 50. let 20. století bylo v průběhu výstavby vodního díla Orlík zbořeno Horní Lipovsko a samota Zelená.
S účinností od 1. ledna 2007 byla obec přeřazena z okresu Písek a stala se nejsevernější výspou okresu České Budějovice. Roku 2011 byla obec oceněna titulem Jihočeská vesnice roku.

### Starostové
- 1990–1994 Jaroslav Kozibrátka
- 1994–1998 Josef Kabele
- 1998–2014 Jaroslav Moule
- 2014–2022 Alena Dědičová
- 2022– František Horák

## Místní části
Obec Dražíč se skládá ze čtyř částí, které všechny leží v katastrálním území Dražíč
- Březí
- Dražíč
- Karlov-Nepomuk
- Vranov

## Pamětihodnosti
- Zámek Dražíč, jednoduchá patrová obdélná budova v barokním slohu. Původně renesanční tvrz z doby po roce 1600 byla v první třetině 18. století na západní straně doplněna přístavbou kaple sv. Mikuláše a v polovině téhož století barokně přebudována. V letech 1806 až 1924 byl zámek součástí bechyňského panství rodiny Paarů.[8] Zámek je vedený v Seznamu kulturních památek v okrese České Budějovice.
- Kaple sv. Jana Nepomuckého z první půle 18. století se nachází na jižním okraji Dražíče, při silnici do Chrášťan.[9] Kaple je také vedená v Seznamu kulturních památek v okrese České Budějovice.
- Výklenková kaple z 19. až 20. století se nachází u silnice do Nemějic. Je zasvěcená Andělu Strážnému.[10]
- U silnice na nedaleké Nemějice se po pravé straně nalézá kovový kříž na kamenném podstavci.[11]
- Další kovový kříž na kamenném podstavci, který je poškozený se nachází za obcí ve směru na Bechyni vlevo. [11] Vročení kříže 1835.[11]
- Za obcí vpravo ve směru na Karlov-Nepomuk je umístěný kovový kříž na kamenném podstavci v ohrádce. [11] Vročení kříže 1900.[11]
- Přímo v obci před špýcharem je kovový kříž na kamenném podstavci.[11]
- U staré cesty do Chrášťan se po pravé straně mezi vzrostlými břízami nalézá kovový kříž na kamenném podstavci.[11]
- V zahradě u stejné cesty je umístěný další zdobný kovový kříž na kamenném podstavci. Také je poškozený.
- Před hospodářskou budovou na konci obce ve směru Karlov-Nepomuk je po levé straně umístěný kovový kříž na kamenném podstavci.
- Pomník padlým na návsi ve tvaru třístranného komolého jehlanu na hranolovém podstavci. Nápis 1. strana: „Kde domov můj. Peterka Fr., Klůfa Jan, Lidinský Kar., Kobliška Fr., Pileček A., Kolář K., Dvořák Jos., Houdek Fr., Kalina Jos., Jedlička Vác., Zeman Jos., Vrba Jos., Vrba Jan. Proti své vůli jsme bojovali a svobodné vlasti se nedočkali.“ 2. strana: „Kobližka Vác., Kobližka Fr., Kabeláč Fr., Kolář Jos., Kolář Kr., Kabele Jos., Zahradník Fr., Vyškovský Jos., Klůfa Fr., Karas Fr., Karas Jan.“ 3. strana: „Lejčar Kr., Vágner Jos., Záveský Vác., Černý Jos., Tesař Jos., Zunt Vác., Dušek Jos., Kovář Jos., Pileček Vác. Vjenovali (sic!) - občané.“

## Hospodářství
- V roce 1995 byl uveden do provozu minipivovar Lipan nacházející se v restaurované budově bývalého lihovaru. Přímo v prostorách pivovaru je zřízena restaurace, kde se čepuje dvanáctistupňové pivo Lipan (světlé i tmavé) přímo z tanků, bez dalších úprav.[12] Součástí pivovaru je i pěstitelská pálenice a penzion.

## Pověst
Pověst se vztahuje k výklenkové kapli Anděla Strážného. Místnímu hospodáři špatně přibýval dobytek v chlévě a byl neklidný. Pod žlabem našel kámen ve tvaru kříže, který vzal a postavil na kraji svého pole. Později nad tímto kamenem nechal vystavět kapli.

## Galerie

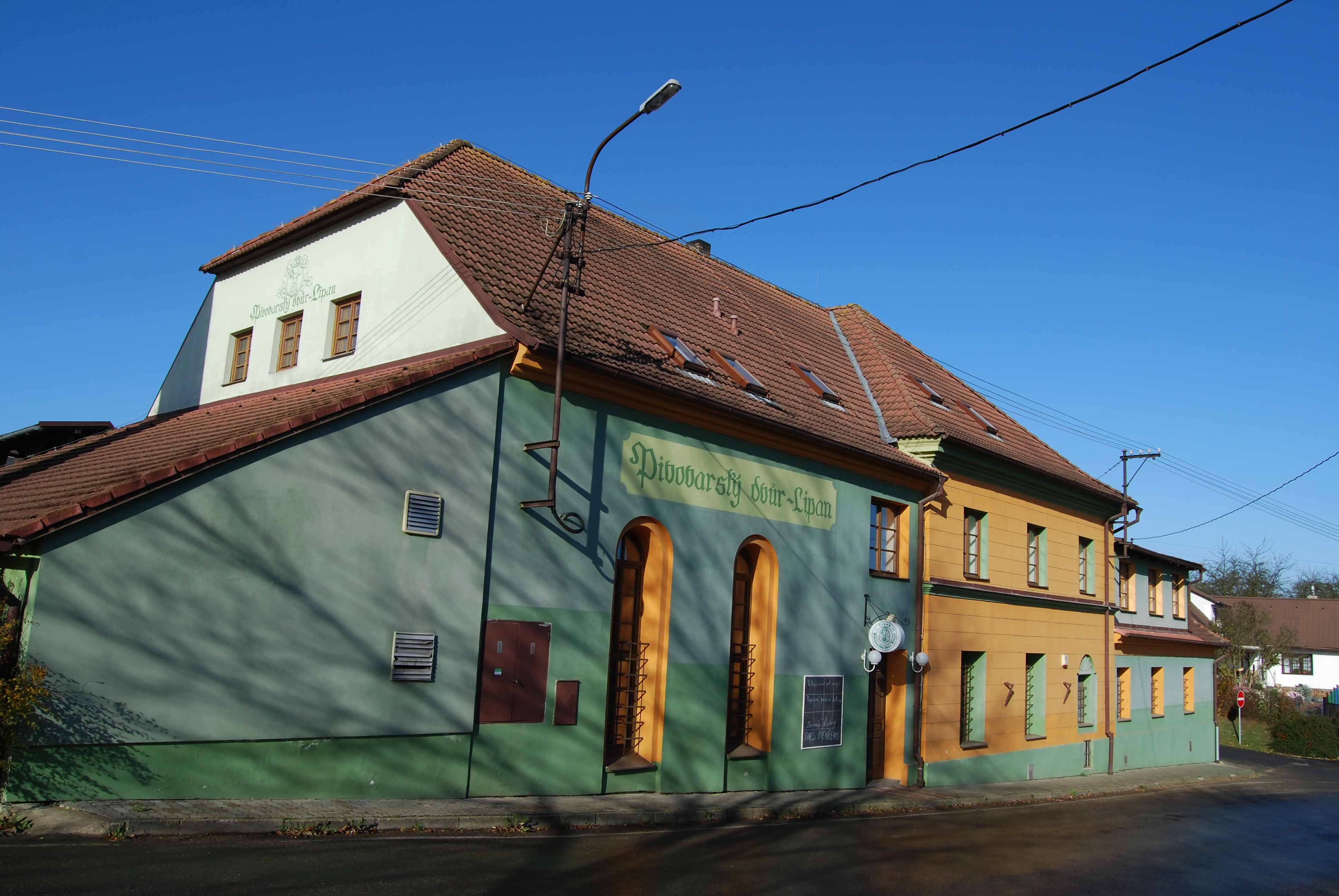
Budova minipivovaru Lipan
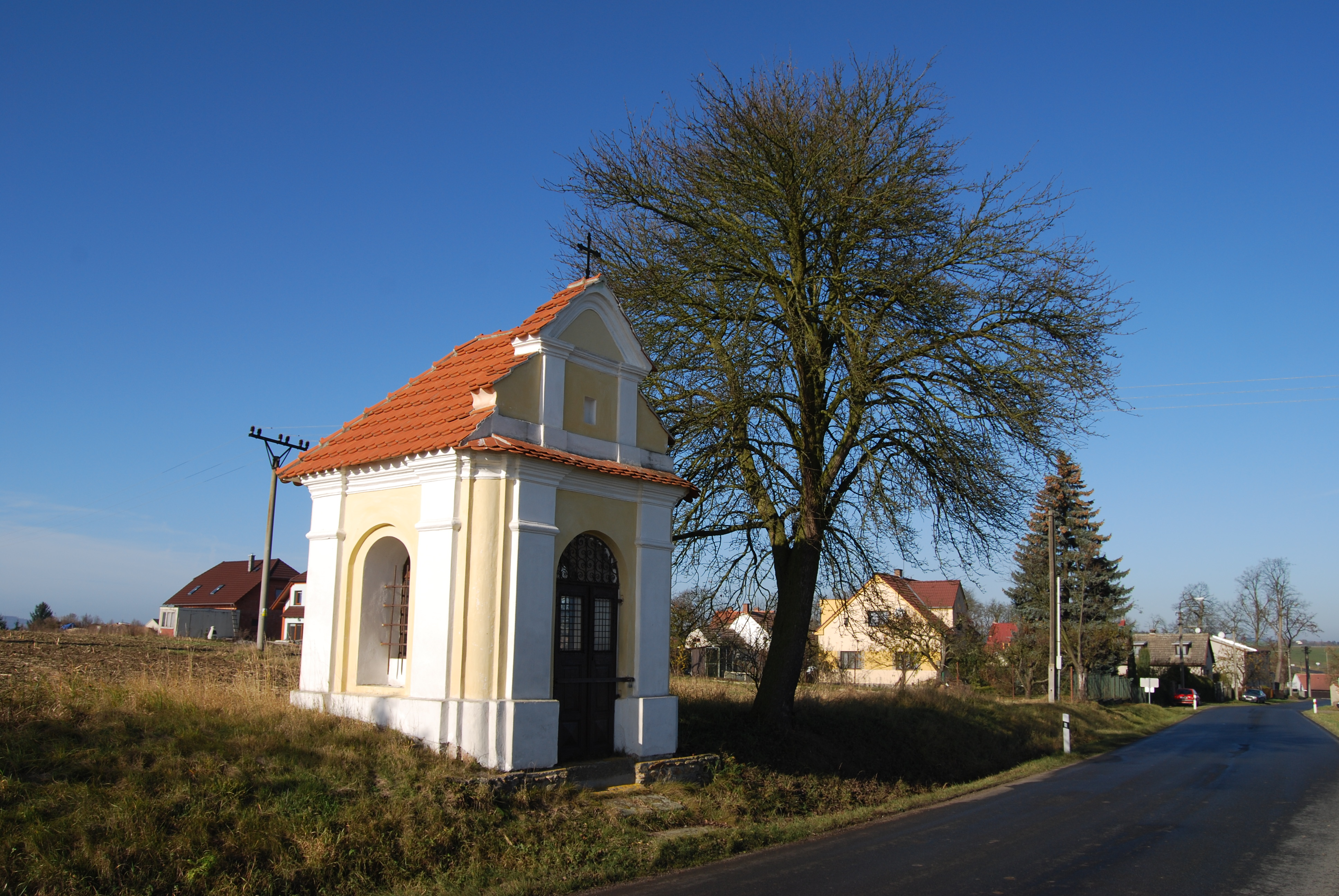
Kaple sv. Jana Nepomuckého
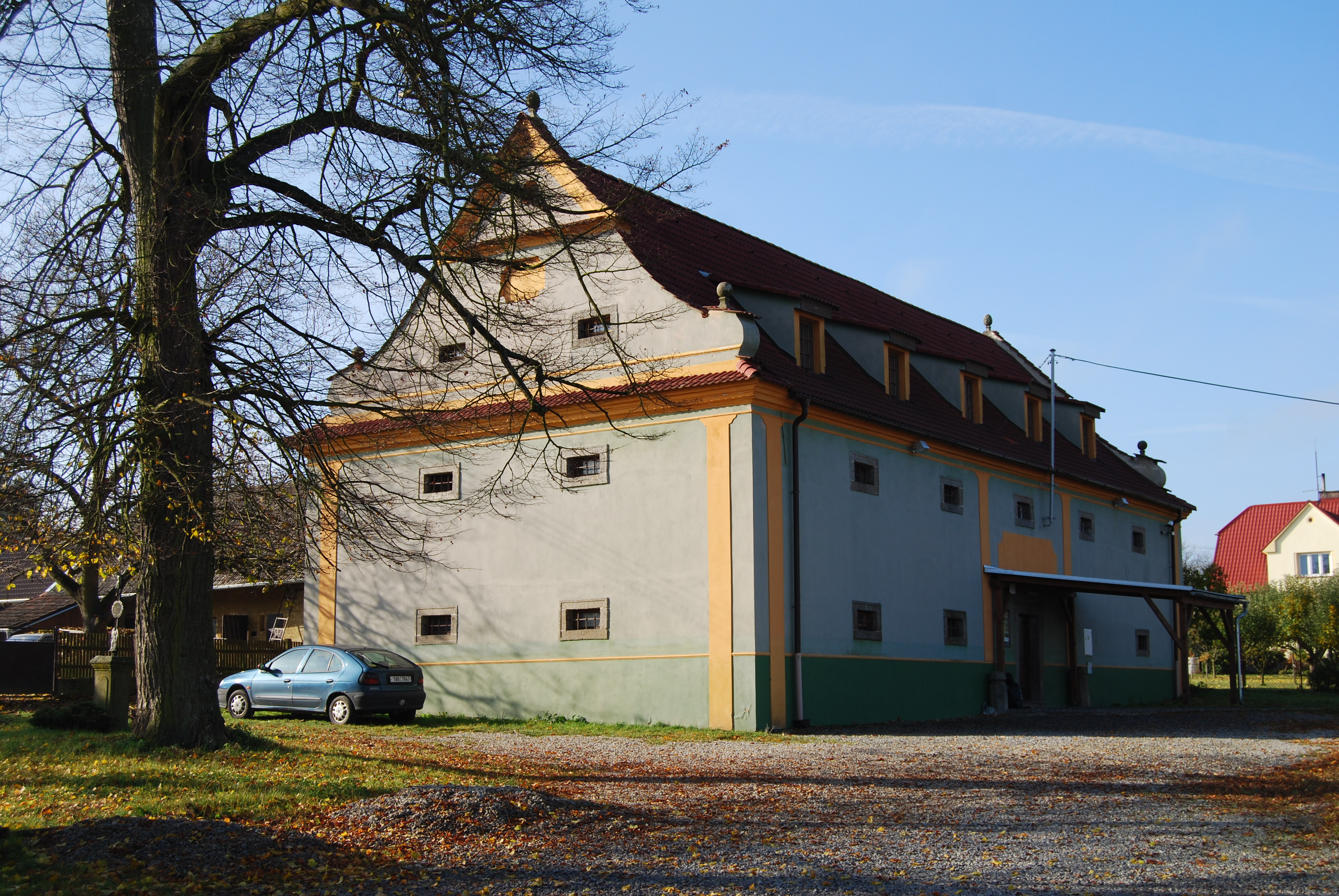
Budova sýpky
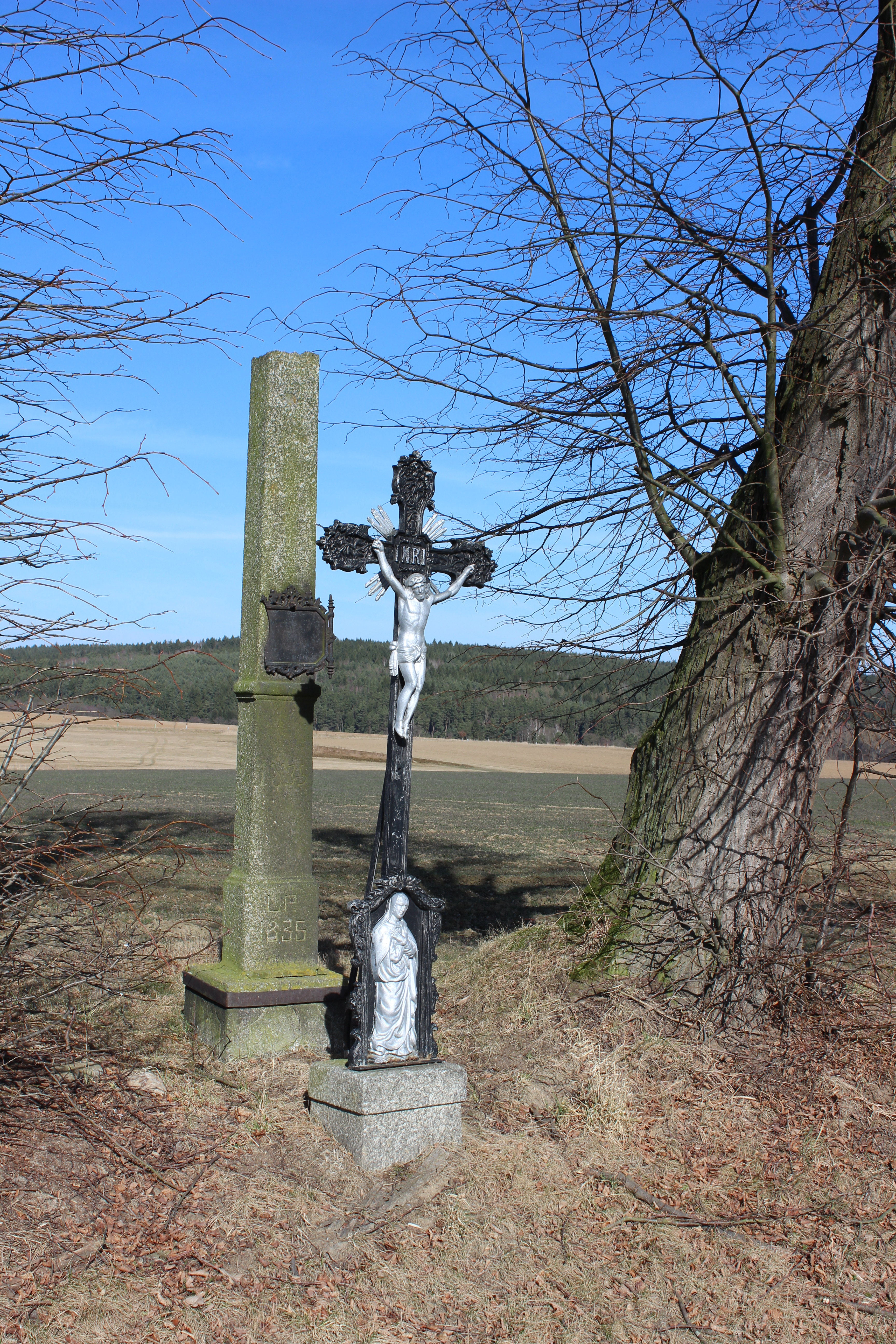
Kříž u silnice směr Bechyně
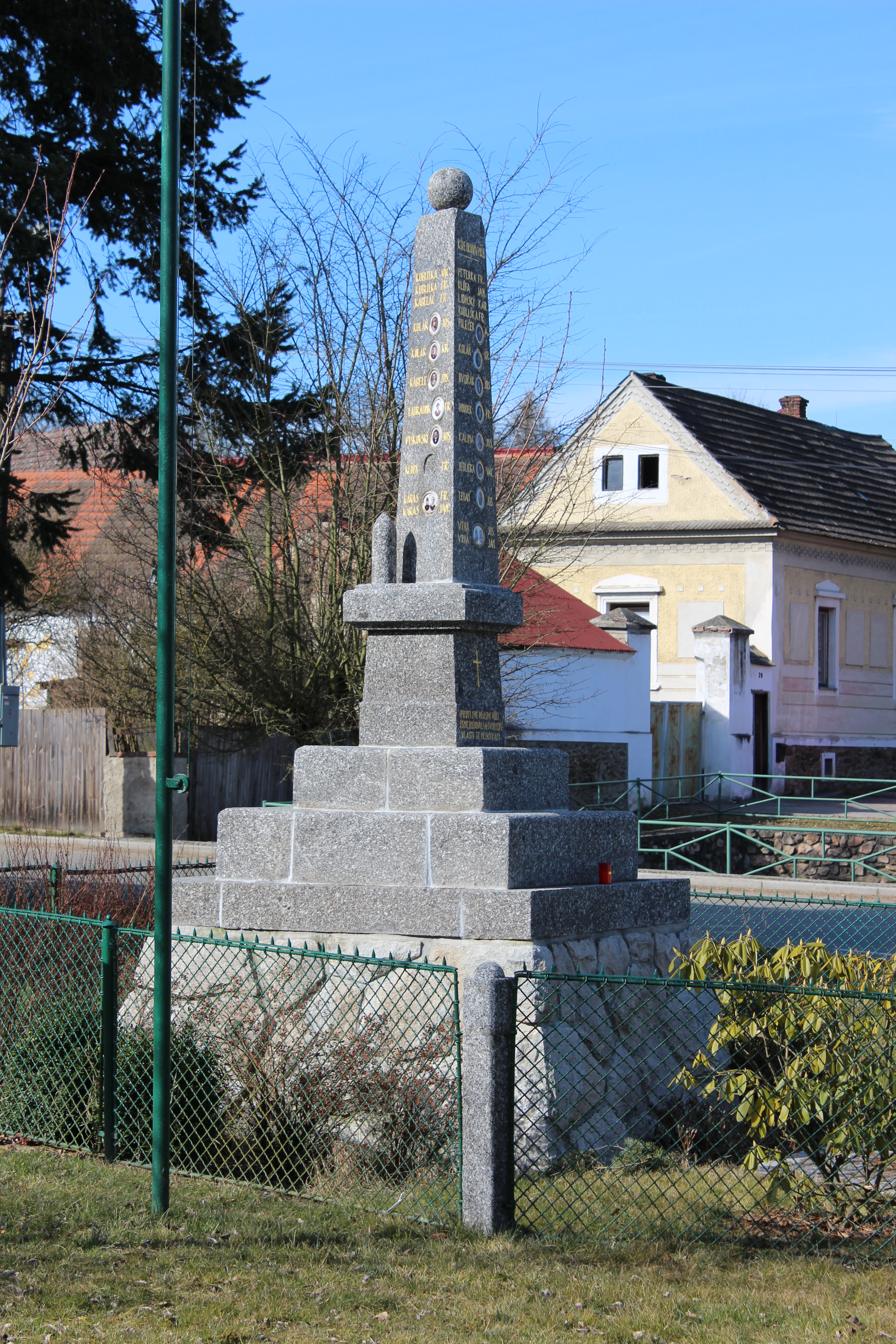
Pomník padlým